# 周弘祖
周弘祖（1529年—1586年），字元孝，號少魯，湖廣黃州府麻城縣人，民籍，明朝政治人物。

## 生平
嘉靖三十四年（1555年）乙卯科湖廣鄉試第六十九名舉人，三十八年（1559年）己未科三甲第二百一十名進士。授吉安府推官，四十三年（1564年）七月選廣東道監察御史，出督屯田、馬政，隆慶元年（1567年）八月提調南直隸學校，三年（1569年）正月改福建按察司副使。後為吏部尚書高拱所斥，謫安順州判官，改廣平府推官、吉安府通判，升光祿寺丞，萬曆七年（1579年）十一月升南京尚寶司卿，九年（1581年）四月升南京鴻臚寺卿，十二年（1584年）八月升南京光祿寺卿，十三年（1585年）四月因朱衣謁陵，為南京湖廣道監察御史王學曾所劾，削籍為民。

## 著作
著有《内外编》《水足居集》《古今書刻》等。

## 家族
曾祖周洙，知縣，贈監察御史；祖父周廷徵，按察司副使；父周釴，縣丞，封監察御史。母汪氏（封孺人）。具慶下。兄周弘祚，弟周弘禮、周弘祜、周弘祉、周弘祈（隆慶四年舉人）、周弘𥙷、周弘禴（尚寶司少卿）、周弘祐、周弘祫、周弘𥘼。子周應嵩，萬曆進士。

## 延伸阅读
[在维基数据编辑]
 《明史卷二百一十五》，出自《明史》